# Paratránsito

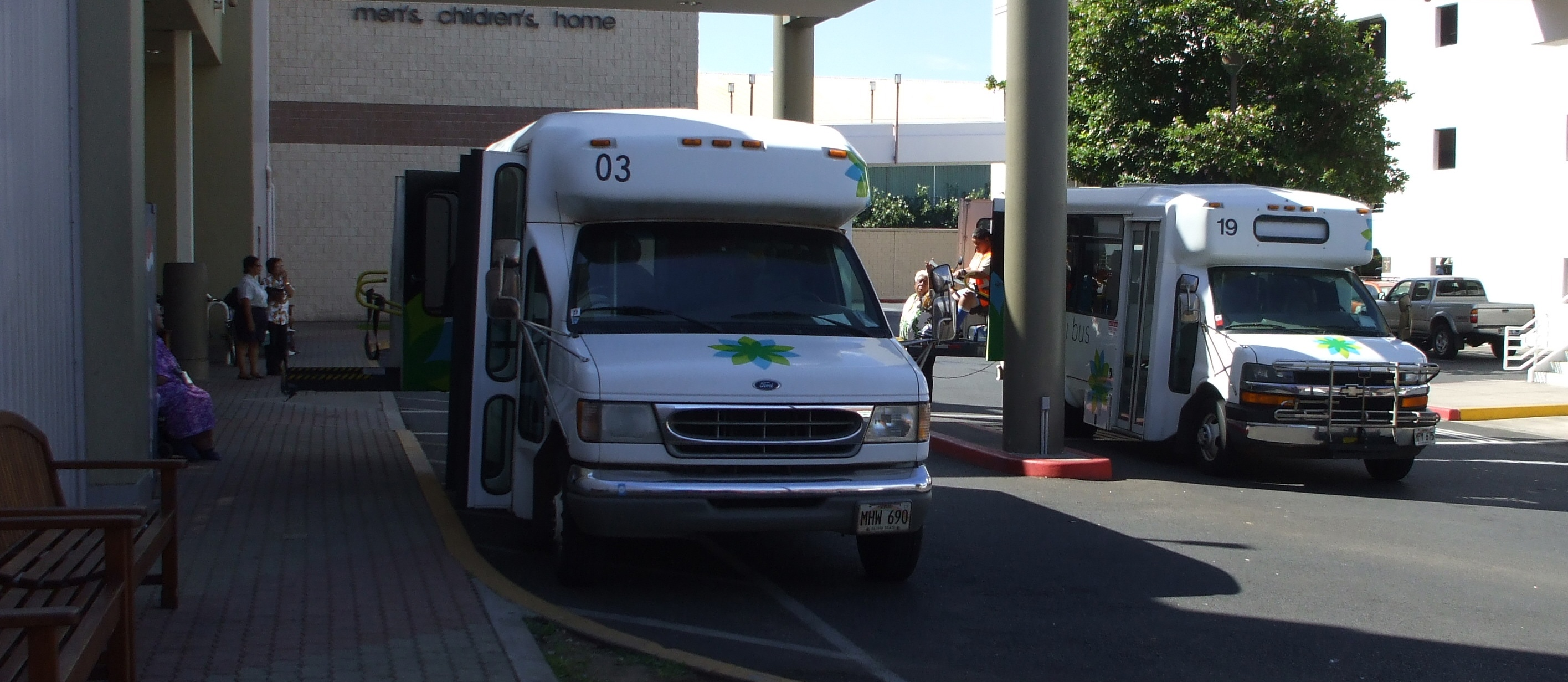
Dos autobuses de Maui Bus dedicados a servicios de paratránsito. Uno de ellas recoge a una persona que utiliza silla de ruedas, mientras otro deja a otra que utiliza un escúter eléctrico

El paratránsito es un modo alternativo de transporte de pasajeros flexible,  que no sigue rutas fijas u horarios. Típicamente se utilizan minibuses para proporcionar el servicio de paratránsito, pero también taxis colectivos.
Los servicios de transporte puede variar considerablemente en el grado de flexibilidad que ofrecen a sus clientes. En su forma más simple puede consistir en un taxi o un autobús pequeño, que recorre una ruta más o menos definida y que se detiene para recoger o dejar los pasajeros que lo soliciten. En el otro extremo del espectro - transporte receptivo a la demanda completo - los sistemas de paratránsito más flexibles ofrecen servicios a la carta de llamada puerta a puerta desde cualquier origen a cualquier destino en una zona de servicio. Los servicios de paratránsito son gestionados por las agencias de transporte público, grupos comunitarios u organizaciones sin fines de lucro y con fines de lucro o empresas privadas operadores.
- Datos: Q2564783
- Multimedia: Paratransit / Q2564783